# Naseredin Nabil
Naseredin Nabil es un deportista egipcio que compitió en natación adaptada. Ganó dos medallas en los Juegos Paralímpicos de Verano, plata en Arnhem 1980 y bronce en Nueva York y Stoke Mandeville 1984.

## Palmarés internacional
| Juegos Paralímpicos | Juegos Paralímpicos                                        | Juegos Paralímpicos | Juegos Paralímpicos |
| Año                 | Lugar                                                      | Medalla             | Prueba              |
| ------------------- | ---------------------------------------------------------- | ------------------- | ------------------- |
| 1980                | Arnhem (Países Bajos)                                      | Medalla de plata    | 100 m libre 6       |
| 1984                | Nueva York (Estados Unidos) Stoke Mandeville (Reino Unido) | Medalla de bronce   | 100 m espalda 6     |